# Božo Bakota
Bozidar ("Božo") Bakota (Zagreb, 1 oktober 1950 – Ludbreg, 1 oktober 2015) was een Kroatisch voetballer.

## Voetbalcarrière
Middenvelder Bakota begon zijn loopbaan bij NK Mladost Buzin, maar stapte al snel over in 1971 naar NK Zagreb. In 1978 speelde hij zijn beste seizoen en werd interlandspeler. Hij speelde op 15 november voor zijn vaderland tegen Griekenland en won met 4-1. Het zou bij één interland blijven. In 1980 vertrok hij bij NK Zagreb, na 195 wedstrijden en 53 doelpunten. Bakota ging met zijn voormalig trainer Otto Barić mee en ging spelen in Oostenrijk bij SK Sturm Graz. In seizoen 1981/1982 werd hij topscorer van de Oostenrijkse competitie met 24 doelpunten. Dat kwam ook door de goede samenwerking met spits Gernot Jurtin en door de strafschoppen dij hij onberispelijk goed in schoot. Hij was toen al 31 jaar.
In 1983/1984 bereikte Sturm Graz de kwartfinales van de UEFA Cup. In de eerste ronde werd de Roemeense Sportul Studențesc uitgeschakeld, vervolgens Hellas Verona na twee gelijke spelen en werd ook 1. FC Lokomotive Leipzig uit het toernooi gespeeld. Helaas was het grote Nottingham Forest van toen een maatje te groot, ondanks een goal van Bakota werd Sturm Graz uitgeschakeld na verlenging. In 167 wedstrijden scoorde hij 86 doelpunten.
Daarna bouwde hij zijn loopbaan af via SC Fürstenfeld en USV Allerheiligen uit Allerheiligen bei Wildon.
Vervolgens wilde hij trainer worden, maar zijn versleten knie liet dat niet toe. Hij was eigenaar van een benzinepomp en een cafetaria. Helaas was hij geen slimme koopman en had pech met zijn financieel adviseurs. 
Hij overleed op zijn 65e verjaardag.